# Tjockkantsstövslända
Tjockkantsstövslända (Kolbia quisquiliarum) är en insektsart som beskrevs av Philipp Bertkau 1882. 
Tjockkantsstövslända ingår i släktet Kolbia, och familjen tjockkantsstövsländor. Arten är reproducerande i Sverige.